# Hipolit Morawski
Hipolit Czesław Morawski (ur. 20 lipca 1900, zm. 13 marca 1946 w Senne) – kapitan administracji (żandarmerii) Wojska Polskiego.

## Życiorys
Urodził się 20 lipca 1900 w rodzinie Czesława. Od 22 listopada 1918 do 14 czerwca 1919 był uczniem klasy „H” Szkoły Podchorążych w Warszawie. 15 sierpnia 1919 Naczelny Wódz mianował go z dniem 1 lipca 1919 podporucznikiem w piechocie i przydzielił do batalionu zapasowego 35 pułku piechoty.
Po zakończeniu wojny z bolszewikami pozostał w wojsku jako oficer zawodowy i kontynuował służbę w 35 pułku piechoty, który wówczas stacjonował w Łukowie. 3 maja 1922 został zweryfikowany w stopniu podporucznika ze starszeństwem od 1 lipca 1919 i 681. lokatą w korpusie oficerów piechoty. 12 lutego 1923 prezydent RP awansował go z dniem 1 stycznia 1923 na porucznika ze starszeństwem z 1 września 1920 i 37. lokatą w korpusie oficerów piechoty. Później został przeniesiony do 6 pułku piechoty Legionów w Wilnie.
26 lutego 1925 został przeniesiony do Korpusu Ochrony Pogranicza. We wrześniu 1928 pełnił służbę na stanowisku oficera wywiadowczego batalionu KOP „Słobódka”. W marcu 1930 wrócił z KOP do 6 pułku piechoty Legionów. 22 września tego roku został przydzielony na XIV trzymiesięczny kurs w Centralnej Szkole Strzelniczej w Toruniu. W 1931 został przydzielony na kurs aplikacyjny dla oficerów młodszych w Centrum Wyszkolenia Żandarmerii w Grudziądzu.
Z dniem 1 lutego 1932, po ukończeniu kursu, został przeniesiony do 1 dywizjonu żandarmerii w Warszawie. W grudniu tego roku ogłoszono jego przeniesienie do korpusu oficerów żandarmerii, w tym samym stopniu i starszeństwie oraz 1. lokatą. 27 czerwca 1935 prezydent RP nadał mu stopień kapitana z dniem 1 stycznia 1935 i 1. lokatą w korpusie oficerów żandarmerii. Później został przeniesiony do korpusu oficerów administracji, grupa administracyjna. W marcu 1939 pełnił służbę w Samodzielnym Referacie Informacyjnym Dowództwa Okręgu Korpusu Nr IX w Brześciu na stanowisku oficera placówki oficerskiej Pińsk.
Przebywał w niewoli niemieckiej, w Oflagu VI B Dössel. Zmarł 13 marca 1946 w Senne (obecnie dzielnica Bielefeld) i został pochowany na cmentarzu Sennefriedhof.
Był odznaczony Krzyżem Walecznych po raz pierwszy, drugi i trzeci.